# Горбачов Віталій Володимирович
Віталій Володимирович Горбачов (народився 30 жовтня 1985 у м. Тинді, СРСР) — білоруський хокеїст, нападник. Виступає за ХК «Могильов» у Білоруській Екстралізі. 
Вихованець хокейної школи «Крила Рад» (Москва). Виступав за «Крила Рад-2» (Москва).
У складі національної збірної Білорусі провів 4 матчі.
Бронзовий призер чемпіонату Білорусі (2005), бронзовий призер чемпіонату СЄХЛ (2004).